# Силла, Мамадасса
Мамадасса Силла (фр. Mamadassa Sylla; 15 июня 1993) — французский борец греко-римского стиля.

## Карьера
В октябре 2018 года на чемпионате мира в Будапеште в схватке за бронзовую медаль уступил Мейржану Шермаханбету из Казахстана, заняв итоговое 5 место. В середине февраля 2024 года на чемпионате Европы в Бухаресте в малом финале за бронзовую медаль проиграл Парвизу Насибову из Украины. 5 апреля 2024 года в Баку на европейском квалификационном турнире завоевал лицензию на Олимпийские игры в Париж.

## Результаты
- Чемпионат мира по борьбе 2018 — 5;
- Чемпионат Европы по борьбе 2024 — 5;